# بيرت فرنسيس
بيرت فرنسيس (بالإنجليزية: Bert Francis)‏ هو لاعب كرة قدم أسترالية أسترالي، ولد في 26 يونيو 1885، وتوفي في 21 يوليو 1958.

## وصلات خارجية
- بيرت فرنسيس على موقع AustralianFootball.com (الإنجليزية)
- بيرت فرنسيس على موقع AFLtables.com (الإنجليزية)